# Évêché titulaire de Lebessus
Lebessus (Lebesso) est un siège titulaire.
Sur le même site se troujve aujourd'hui Kayaköy, une ville abandonnée.

## Liste des évêques titulaires de Lebessus
| No | Nom                    | Fonction                                    | Début           | Fin              |
| -- | ---------------------- | ------------------------------------------- | --------------- | ---------------- |
| 1  | Giorgio Rossi CSI      | Vicaire apostolique de Napo (Équateur)      | 23 mai 1938     | 22 janvier 1941  |
| 2  | Josef Wendel           | Évêque coadjuteur de Spire (Allemagne)      | 4 avril 1941    | 20 mai 1943      |
| 3  | Paul-Louis Touzé       | Évêque auxiliaire de Paris (France)         | 22 juin 1943    | 16 novembre 1960 |
| 4  | Karmelo Zazinović (de) | Évêque auxiliaire de Krk (de) (Yougoslavie) | 18 janvier 1961 | 16 janvier 1968  |